# Yang Ming
Yang Ming (chinesisch 杨明, * 15. Juni 1974) ist ein chinesischer Badmintonspieler.

## Karriere
Yang Ming wurde 1997 Zweiter bei den Ostasienspielen und Dritter bei den China Open. Bei den Swedish Open 1998 belegte er Platz zwei. Bei der Weltmeisterschaft 1999 reichte es dagegen nur zu zwei 17. Plätzen.

## Sportliche Erfolge
| Saison | Veranstaltung     | Disziplin    | Platz | Name                   |
| ------ | ----------------- | ------------ | ----- | ---------------------- |
| 1997   | Ostasienspiele    | Mixed        | 2     | Yang Ming / Zhang Jin  |
| 1997   | China Open        | Mixed        | 3     | Yang Ming / Qiang Hong |
| 1997   | China Open        | Herrendoppel | 3     | Yang Ming / Zhang Jun  |
| 1998   | Swedish Open      | Herrendoppel | 2     | Yang Ming / Zhang Jun  |
| 1999   | Weltmeisterschaft | Mixed        | 17    | Yang Ming / Yang Wei   |
| 1999   | Weltmeisterschaft | Herrendoppel | 17    | Yang Ming / Yu Yang    |